# Shall We Dance
Shall We Dance (El compás del amor en Argentina, Pies de seda en México, Ritmo loco en España) es una película musical dirigida por Mark Sandrich y producida por Pandro S. Berman en 1937, y protagonizada por la famosa pareja Fred Astaire-Ginger Rogers, en la que sería su séptima película juntos, de un total de diez.
La película incluye la popular canción de George Gershwin con letra de su hermano Ira They Can't Take That Away from Me que fue nominada al premio Óscar a la mejor canción original, premio que finalmente lo ganó la canción Sweet Leilani que cantaba Bing Crosby en la película Waikiki Wedding.

## Reparto
- Fred Astaire como Peter P. "Petrov" Peters
- Ginger Rogers como Linda Keene
- Edward Everett Horton como Jeffrey Baird
- Eric Blore como Cecil Flintridge
- Jerome Cowan como Arthur Miller
- Ketti Gallian como Lady Denise Tarrington
- William Brisbane como Jim Montgomery
- Harriet Hoctor como ella misma
- Dudley Dickerson como miembro del equipo cantante en " Slap That Bass "
- Charles Coleman como policía en Central Park